# Alekszandr Valerjevics Lazusin
Alekszandr Valerjevics Lazusin (oroszul: Александр Валерьевич Лазушин Jaroszlavl, 1988. április 9.) orosz profi jégkorongozó. Jelenleg a Lokomotyiv Jaroszlavl (KHL) kapusa. Saját nevelésű játékos, nagyon jó fizikai adottságokkal, de eddig még nem jutott sok lehetőséghez a csapatnál.

## Statisztikák
|           |                        |      |    | Alapszakasz | Alapszakasz | Alapszakasz | Alapszakasz | Alapszakasz | Alapszakasz | Alapszakasz | Alapszakasz | Alapszakasz |     | Rájátszás | Rájátszás | Rájátszás | Rájátszás | Rájátszás | Rájátszás | Rájátszás | Rájátszás | Rájátszás |
| Szezon    | Csapat                 | Liga | GP | Min         | SO          | GA          | GAA         | Svs         | SV %        | A           | PIM         | GP          | Min | SO        | GA        | GAA       | Svs       | SV %      | A         | PIM       |           |           |
| --------- | ---------------------- | ---- | -- | ----------- | ----------- | ----------- | ----------- | ----------- | ----------- | ----------- | ----------- | ----------- | --- | --------- | --------- | --------- | --------- | --------- | --------- | --------- | --------- | --------- |
| 2009-2010 | Lokomotyiv Jaroszlavl  | KHL  | 0  | -           | -           | -           | -           | -           | -           | -           | -           | 4           | 56  | 0         | 3         | 3.19      | 27        | 90        | 0         | 0         |           |           |
| 2010-2011 | Lokomotyiv Jaroszlavl  | KHL  | 5  | -           | 0           | 14          | 3.94        | 99          | 87.6        | 0           | 0           | -           | -   | -         | -         | -         | -         | -         | -         | -         |           |           |
| 2010-2011 | Metallurg Novokuznetsk | KHL  | -  | -           | -           | -           | -           | -           | -           | -           | -           | -           | -   | -         | -         | -         | -         | -         | -         | -         |           |           |